# Dorfkirche Floh

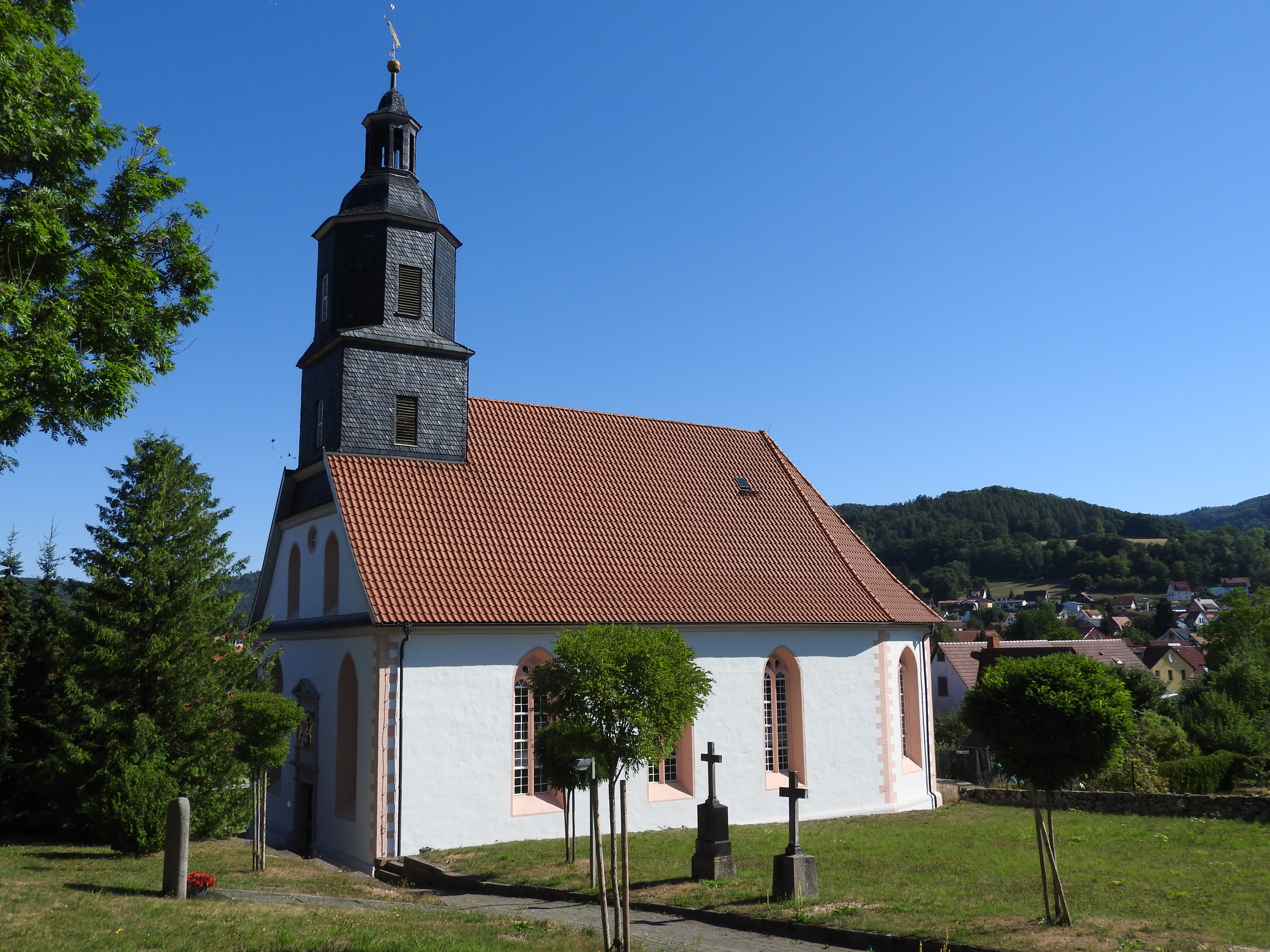
Dorfkirche Floh

Die evangelische Dorfkirche Floh ist eine kleine barocke Emporenhalle im Ortsteil Floh der Gemeinde Floh-Seligenthal im Landkreis Schmalkalden-Meiningen in Thüringen. Sie gehört zur Kirchengemeinde Floh-Seligenthal in der Evangelischen Kirche von Kurhessen-Waldeck.

## Geschichte und Architektur
Die Kirche wurde 1711 anstelle eines offenbar hölzernen Vorgängerbauwerks in Hanglage aus Sandstein erbaut. Restaurierungen erfolgten in den Jahren 1953/1954 (außen) und 1987 (innen), Das Bauwerk ist eine Saalkirche mit dreiseitig geschlossenem Chor und einem Dachturm an der Westseite mit geschweifter Haube und Laterne. Die spitzbogigen Fenster sind mit gotisierendem Fischblasen-Maßwerk gestaltet. Über dem mit einem Dreieckgiebel bekrönten und mit Pilastern eingefassten Portal ist das farbig gefasste Ehewappen des Landgrafen Carl von Hessen-Kassel (1670–1730) und seiner Ehefrau Amalia angebracht.

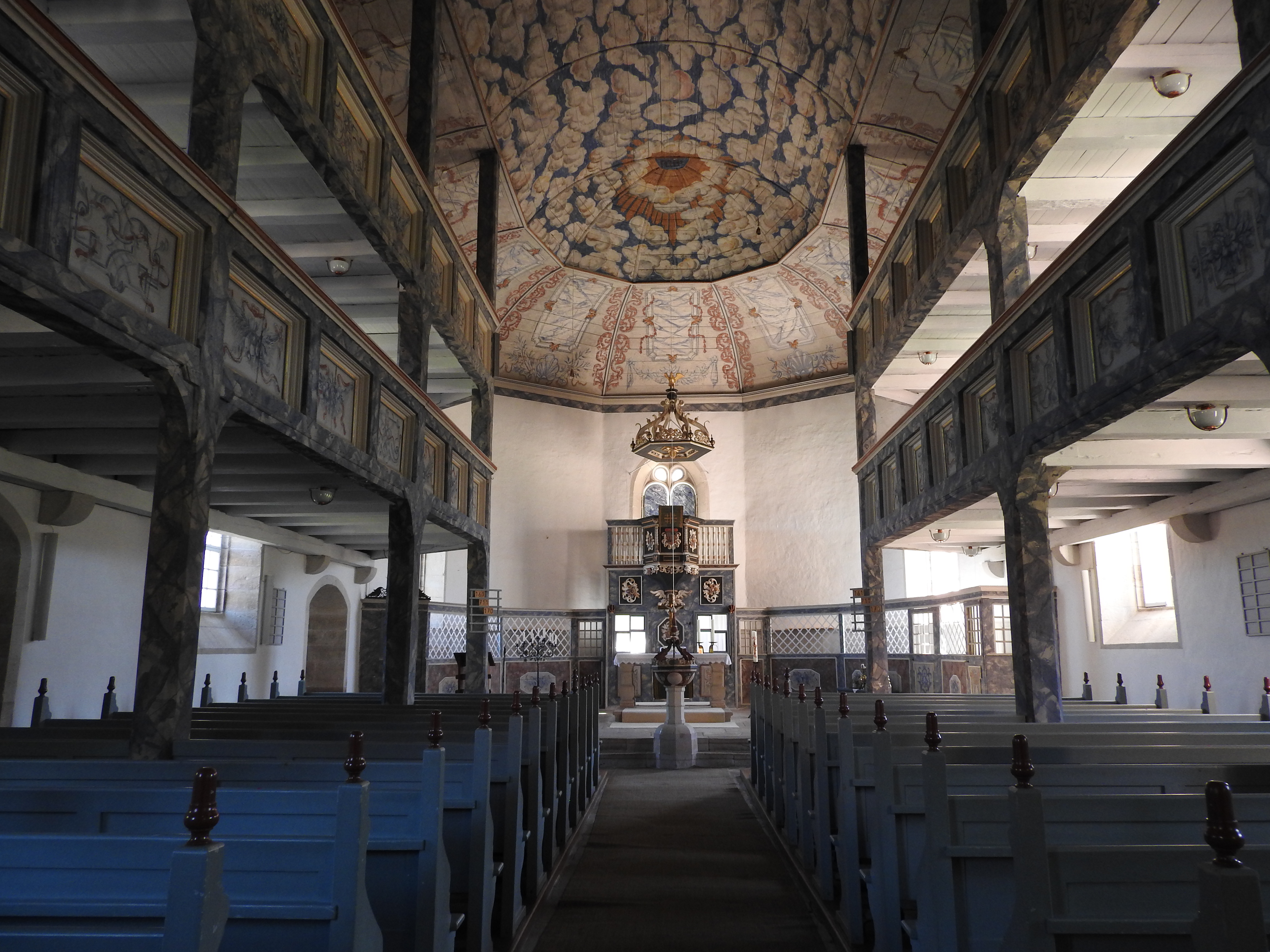
Innenansicht

Das Innere wird durch ein hölzernes Muldengewölbe geschlossen und von zweigeschossigen dreiseitigen Emporen eingefasst. Diese Kirche ist einer der wenigen Fälle, wo ein sich  über die ganze Breite des Kirchenraums erstreckendes Gewölbe im Widerspruch zu der Gliederung in drei Schiffe durch die bis zur Decke ragenden Emporenpfeiler steht. Der Raumeindruck ist geprägt durch die in Blau gehaltene ornamentale Emporenbemalung und den Wolkenhimmel, der in den Jahren 1953/1954 unter weitgehender Berücksichtigung restauratorischer Befunde gestaltet wurde.

## Ausstattung
Im Chor stehen ein Taufstein aus Sandstein, ein Tischaltar auf fünf Balustern aus dem Jahr 1712 aus Sandstein und eine hölzerne Kanzel in einer axialen Anordnung, wie sie für den Typus der nach dem baufreudigen Landesherrn benannten Karlskirchen üblich war. Die über einem Sakristeieinbau angeordnete Kanzel ist mit dem hessischen Wappen im Brüstungsfeld, der Schalldeckel mit einem Pelikan bekrönt. Das an den Chorwänden umlaufende Gestühl war einst teilweise den Berggewerken vorbehalten und ist durch ein am Zugang angebrachtes Bergmannwappen dafür kenntlich gemacht, welches von zwei Bergleuten aus Blech mit der Jahreszahl 1766 gehalten wird.

## Orgel

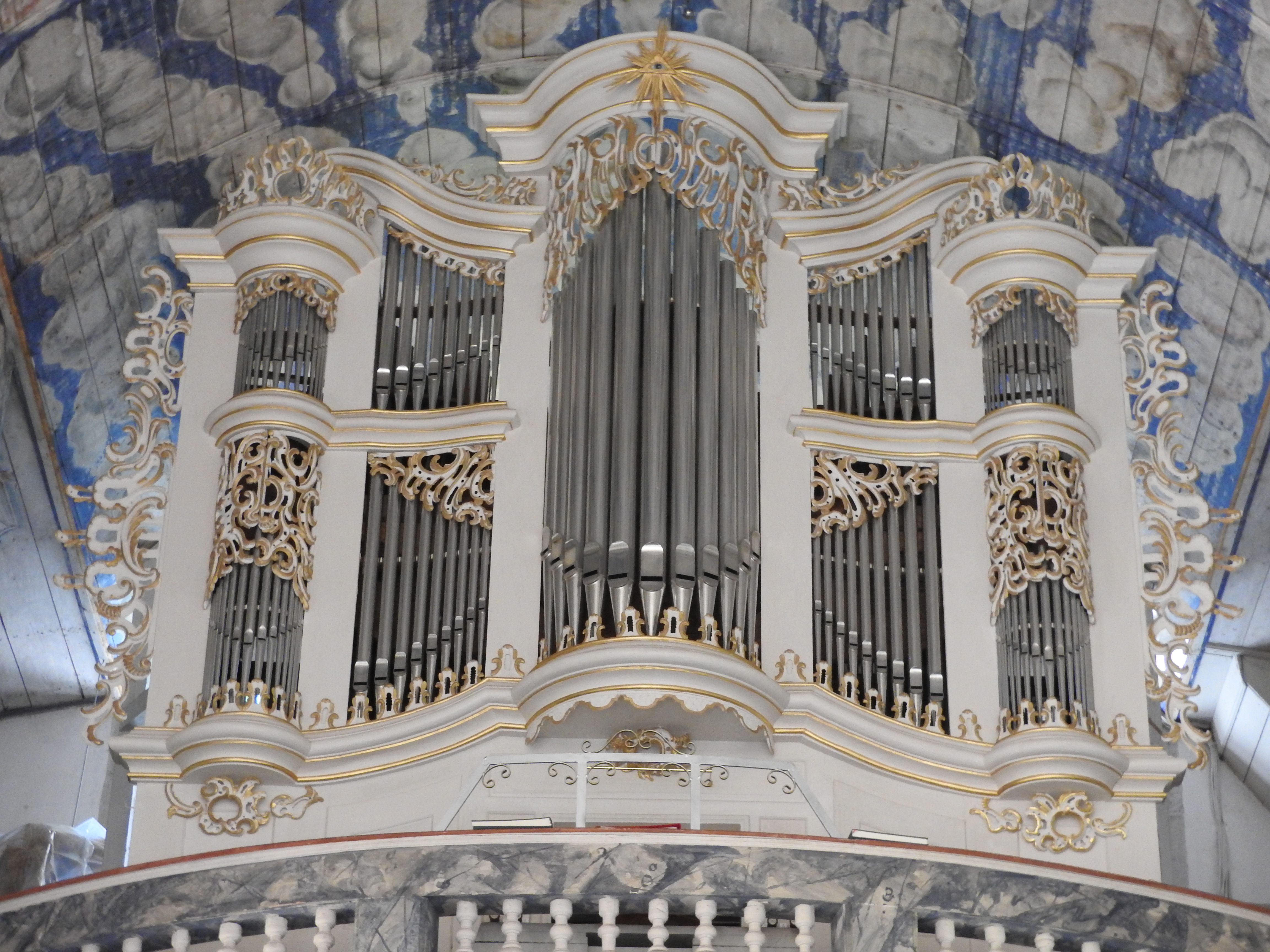
Orgel

Die Orgel mit Rokoko-Prospekt ist ein Werk von Johann-Markus Oestreich aus dem Jahr 1789. Sie hat 26 Register auf zwei Manualen und Pedal. Ein Umbau erfolgte durch August Hilpert im 19. Jahrhundert. Eine Restaurierung wurde 2009 durch die Firma Orgelbau Waltershausen vorgenommen. Die Disposition lautet:
| I Hauptwerk C–d3 |       |
| Quintatön        | 16′   |
| Principal        | 08′   |
| Gemshorn         | 08′   |
| Gedackt          | 08′   |
| Viola di Gamba   | 08′   |
| Octave           | 04′   |
| Spitzflöte       | 04′   |
| Lieblich Gedackt | 04′   |
| Quinte           | 2 ⁄3′ |
| Octave           | 02′   |
| Mixtur IV        |       |
| Cimbel III       |       |
| Trompete         | 08′   |

| II Oberwerk C–d3 |       |
| Salicional       | 8′    |
| Flauto Traverso  | 8′    |
| Quintatön        | 8′    |
| Principal        | 4′    |
| Flauto Dolce     | 4′    |
| Flageolet        | 2′    |
| Quinte           | 1 ⁄3′ |
| Mixtur III       | 1′    |

| Pedal C–d1   |     |
| Subbaß       | 16′ |
| Violon       | 16′ |
| Principalbaß | 08′ |
| Choralbaß    | 04′ |
| Posaune      | 16′ |